# Bridelia cathartica
Bridelia cathartica är en emblikaväxtart som beskrevs av Antonio Bertoloni. Bridelia cathartica ingår i släktet Bridelia och familjen emblikaväxter.

## Underarter
Arten delas in i följande underarter:
- B. c. cathartica
- B. c. melanthesoides